# エスト鉄道241形蒸気機関車
エスト鉄道241形蒸気機関車(Est série 13 241)は、フランスのエスト鉄道(東部鉄道)で使用されていた蒸気機関車。

## 概要
ヨーロッパでは初となる車軸配置4-8-2のマウンテン級機関車。1925年から41台が製造され、フランス東部の幹線で急行や高速旅客列車の牽引に活躍した。
1937年にフランス国鉄が発足すると241A形の形式名が与えられ、アンドレ・シャプロンの指導で細部に改良を加えつつさらに49台が製造された。

## 保存
1号機と65号機の2両が保存されている。65号機は動態保存で、運行可能なヨーロッパの蒸気機関車の中ではフランス国鉄241Pに次いで2番目に大きな機体である。

## 241型が登場する作品
241 A 65は2017年の映画『オリエント急行殺人事件』で、物語の舞台となる列車を牽引する機関車のモデルとなり、撮影にも使用された。
スイスで行われた撮影では実際に機関車を走らせ、運転席での操縦や台枠部の駆動する様子、走行音等が収録された。
機関車の全体像及び客車内のシーンは走行機能の無い実寸大の模型を製作しての撮影が行われた。セットの基本的な外観は241A形を踏襲しているものの、煙室扉にヘッドライトが取り付けられた他、除雪用のスノープラウが前方に付くなど細部に違いがあり、幾分か米国機的な見た目になっている。また除煙板は本機と同じ形だが、前後が逆に取り付けられている。